# Oxygyrus
Oxygyrus is een geslacht van weekdieren uit de klasse van de Gastropoda (slakken).

## Soort
- Oxygyrus inflatus Benson, 1835